# Jane Pemberton Small
Jane Small (vers 1518 - 1602) est la fille de Christopher Pemberton, un gentleman du Northamptonshire. Elle est connue pour être le sujet d'un portrait miniature de l'artiste allemand Hans Holbein le Jeune, peint vers 1540. Holbein était peintre à la cour d'Angleterre, où ses réalisations comprenaient le roi Henry VIII et plusieurs de ses épouses.

## Biographie
Jane Pemberton épouse Nicholas Small, un marchand de tissus de Londres, probablement vers 1540. C'est à cette époque que le portrait par Holbein est commandé. Nicholas Small meurt à l'hiver 1565/66 et Jane se remarie dans l'année à Nicholas Parkinson. Son nouveau mari est le maître de la Compagnie des ouvriers du vêtement en 1578/79. Parkinson meurt à l'hiver 1581/82. À cette époque, Jane vit à Paddington, dans le presbytère, une maison assez grande louée à John Popham, procureur général, dans les années 1580. Elle vit avec ses filles et se fait appeler Jane Small. Elle meurt en mai 1602 alors qu'elle réside avec sa petite-fille dans le Warwickshire, mais son lieu de sépulture est inconnu.

## Famille
Jane Small a eu six enfants de Nicholas Small. Après la mort intestat de son deuxième mari, son fils aîné, Matthew Small, hérite, mais seulement après une audience devant la Chambre étoilée. Une fille plus jeune, Elizabeth, épouse Jasper More du Shropshire. La petite-fille de Jane, Katherine More (en), est au centre d'un incident étrange qui s'est produit entre elle et son mari Samuel More (en) entre 1616 et 1620 environ : son mari accuse Katherine d'avoir commis l'adultère avec un amant de longue date et d'avoir donné naissance à quatre enfants de lui. De nombreuses affaires judiciaires s'ensuivent et culminent en 1620 avec Samuel More plaçant les quatre enfants avec des pèlerins sur le Mayflower juste avant son départ pour l'Amérique. Peu de temps après l'arrivée du Mayflower en Amérique, trois des quatre enfants meurent. Seul le fils de Katherine, Richard More (en), a survécu,.

## Portrait par Holbein
L'importance historique de Jane Small découle d'un beau portrait miniature de Hans Holbein le Jeune. Elle a été identifiée grâce aux armoiries peintes sur un morceau de vélin à l'arrière de la miniature, celles de Robert Pemberton du Lancashire et de Rushden, Northamptonshire, décédé en 1594. Les armes sont datées de 1566 mais ont été peintes au XVIIe siècle. Les chercheurs ont d'abord supposé que le modèle de Holbein était Margaret Throckmorton (morte en 1576), l'épouse de Robert Pemberton, qui avait des relations avec la cour royale,. Plus récemment, il a été établi que le modèle est bien Jane Small .
La simplicité de la robe reflète son statut relativement modeste ; la plupart des Anglaises peintes par Holbein sont rattachées à la cour. L'inscription la note dans sa 23e année, mais la date de la peinture n'est pas connue avec certitude. Le portrait a peut-être été commandé pour ses fiançailles. Elle est représentée portant un œillet, qui peut symboliser les fiançailles, et tenant une feuille ou un brin. Le portrait de Holbein, avec son fond bleu riche, ses contours nets et son absence d'ombrage, suit les conventions du genre. Ces miniatures étaient portées comme un bijou.
Au cours de ses dernières années, Holbein a élevé l'art de la miniature de portrait à son sommet . Son portrait miniature de Jane Small est considéré comme un chef-d'œuvre du genre.